# 飞鹰 (电影)
《飞鹰》（英語：Silver Hawk，又名《飞鹰女侠》）是中国大陆和香港合作拍摄的动作电影，导演马楚成，主演杨紫琼、任贤齐、张卓楠、李冰冰、邁克·賈·懷特、路克·高斯。

## 剧情
该片讲述中京市名媛淑女“黄鹭鹭”（飞鹰女侠）打抱不平、行侠仗义的故事。

## 演员
| 演员         | 角色   | 备注                 |
| 杨紫琼       | 黄鹭鹭 |                      |
| 任贤齐       | 文仁   | 神探                 |
| 李冰冰       | 珍     | 杀手，火狼的得力助手 |
| 邁克·賈·懷特 | 莫里斯 |                      |
| 路克·高斯    | 火狼   |                      |